# LESS

Logo del preprocessore

LESS è un preprocessore CSS che estende il normale linguaggio CSS permettendo (oltre alla normale sintassi dei fogli di stile) anche l'utilizzo di funzioni, operatori e variabili, la nidificazione delle istruzioni, la creazione di "mixin" e numerose altre caratteristiche che rendono il codice più facile da scrivere, da mantenere e da comprendere.
LESS è open source ed è scritto in JavaScript.

## Funzionamento
LESS prevede che le istruzioni css siano contenute in un file .less, che godrà sia delle comuni caratteristiche sintattiche del CSS sia delle peculiari istruzioni di LESS. Questo file può essere impiegato in due modi:
- includendo direttamente nella pagina HTML il file .less insieme a uno script Javascript (di nome less.js, scaricabile dal sito ufficiale) che, quando il browser farà il rendering della pagina, si occuperà di fare il parsing compilando codice css che sarà automaticamente inserito all'interno del tag <head></head> del documento html.
- includendo nella pagina HTML il file .css compilato, generato da un programma di terze parti che si occupi di fare il parsing del file .less.

## Caratteristiche

### Variabili
Le variabili funzionano esattamente come nei normali linguaggi di programmazione. Possono essere definite tramite il simbolo @.
Ad esempio, il seguente codice:
```
 
@rosso
:
 
#
ff0000
;

 

 
a
 
{
color
:
 
@
rosso
}

 
h1
 
{
border-color
:
 
@
rosso
;}

 
strong
{
background-color
:
 
@
rosso
;}

```

darà come risultato questo CSS compilato:
```
 
a
 
{
color
:
 
#ff0000
}

 
h1
 
{
border-color
:
 
#ff0000
;}

 
strong
{
background-color
:
 
#ff0000
;}

```

L'utilizzo di variabili è molto utile perché consente di modificare in un'unica volta tutte le occorrenze di un certo valore (ad esempio, un codice cromatico esadecimale, un valore in pixel, un tipo di carattere, ecc.) all'interno dell'intero file LESS.

### Nidificazione
In LESS è possibile nidificare le istruzioni, rendendo il codice più compatto, conciso e leggibile.
La linea gerarchica dei selettori ricalcherà la struttura del listato: inserire un selettore tra le istruzioni di un altro selettore farà diventare quel selettore il figlio del selettore che lo contiene.
Ad esempio, questa serie di istruzioni:
```
 
div
{

    
width
:
 
200
px
;

    
p
{

       
font-size
:
 
20
px
;

       
strong
{

          
color
:
 
blue
;

          
text-decoration
:
 
underline
;

       
}

    
}

 
}

```

genererà il seguente CSS compilato:
```
 
div
{

    
width
:
 
200
px
;

 
}

 

 
div
 
p
{

    
font-size
:
 
20
px
;

 
}

 

 
div
 
p
 
strong
{

    
color
:
 
blue
;

    
text-decoration
:
 
underline
;

 
}

```

### Mixin
I mixin sono "set di istruzioni" che possono essere richiamati tra le proprietà di qualsiasi selettore. Qualsiasi classe o id può essere usato come mixin. Se si vuole definire un mixin senza che esso compaia come output nel css compilato, è sufficiente posporre una coppia di parentesi tonde () quando il mixin viene definito.

#### Classe o id come mixin
Codice LESS:
```
 
.
mixin
{

    
color
:
 
red
;

    
font-weight
:
bold
;

 
}

 

 
p
{

    
font-size
:
18
px
;

    
.mixin
;

 
}

```

CSS compilato:
```
 
.
mixin
{

    
color
:
 
red
;

    
font-weight
:
bold
;

 
}

 

 
p
{

    
font-size
:
18
px
;

    
color
:
 
red
;

    
font-weight
:
bold
;

 
}

```

#### Mixin escluso dall'output
Codice LESS:
```
 
.
mixin
()
{

    
color
:
 
red
;

    
font-weight
:
bold
;

 
}

 

 
p
{

    
font-size
:
18
px
;

    
.mixin
;

 
}

```

CSS compilato:
```
 
p
{

    
font-size
:
18
px
;

    
color
:
 
red
;

    
font-weight
:
bold
;

 
}

```

### Operatori
LESS permette di effettuare operazioni aritmetiche inserendo i valori tra parentesi tonde. Questo è molto utile se combinato con le possibilità offerte dalle variabili.
Ad esempio:
```
 
@var
:
 
200px
;

 

 
div
{

    
width
:
 
(
@
var
 
+
 
20
px
 
);

 
}

```

Genererà:
```
 
div
{

    
width
:
 
220
px
;

 
}

```

## Confronto

### Sass
Sia Sass che Less sono preprocessori CSS, che consentono di scrivere CSS pulito in un costrutto di programmazione invece di regole statiche. 
Less si ispira al Sass. Sass è stato progettato sia per semplificare che per estendere i CSS, quindi elementi come le parentesi graffe sono stati rimossi dalla sintassi. Less è stato progettato per essere il più vicino possibile ai CSS e, di conseguenza, i CSS esistenti possono essere utilizzati come codice Less valido. 
Le versioni più recenti di Sass hanno anche introdotto una sintassi simile a CSS chiamata SCSS (Sassy CSS).

## Utilizzo sui siti
Less può essere applicato ai siti in diversi modi. Un'opzione è includere il file JavaScript less.js per convertire il codice al volo. Il browser quindi esegue il rendering dell'output CSS. Un'altra opzione è rendere il codice Less in puro CSS e caricare il CSS su un sito. Con questa opzione non vengono caricati file .less e il sito non necessita del convertitore JavaScript less.js.

## Software Less
| Nome                    | Descrizione                                                                                            | Licenza software                              | piattaforma                  | Funzionalità                                                         |
| ----------------------- | --- | --------------------------------------------- | ---------------------------- | -------------------------------------------------------------------- |
| WinLess                 | Compilatore Less GUI                                                                                   | Apache 2.0                                    | Windows                      | Compilatore                                                          |
| Crunch                  | Less editor e compilatore (richiede Adobe AIR)                                                         | GPL                                           | Windows, Mac OS X            | Editor del compilatore                                               |
| less.js-windows         | Semplice utility da riga di comando per Windows che compilerà file * .less in CSS utilizzando less.js. | Licenza MIT                                   | Windows                      | Compilatore                                                          |
| less.app                | Compilatore Less                                                                                       | Proprietario                                  | Mac OS X                     | Compilatore                                                          |
| CodeKit                 | Compilatore Less                                                                                       | Proprietario                                  | Mac OS X                     | Compilatore                                                          |
| LessEngine              | Compilatore Less                                                                                       | Gratuito                                      | Plugin OpenCart              | Compilatore                                                          |
| SimpLESS                | Compilatore Less                                                                                       | licenza gratuita ma nessuna licenza esplicita | Windows Mac OS X Linux       | Compilatore                                                          |
| Chirpy                  | Compilatore Less                                                                                       | Ms-PL                                         | Plugin di Visual Studio      | Compilatore                                                          |
| Mindscape Web Workbench | Evidenziazione della sintassi e IntelliSense per Less e Sass                                           | Proprietario                                  | Plugin di Visual Studio      | Evidenziazione della sintassi del compilatore                        |
| Eclipse Plugin for Less | Plugin Eclipse                                                                                         | EPL 1.0                                       | Plugin Eclipse               | Evidenziazione della sintassi Compilatore di assistenza ai contenuti |
| mod_less                | Modulo Apache2 per compilare Less al volo                                                              | Open Source                                   | Linux                        | Compilatore                                                          |
| grunt-contrib-less      | Node.js Grunt task per convertire Less in CSS                                                          | Open Source                                   | Node.js                      | Compilatore                                                          |
| Web Essentials          | Estensione di Visual Studio con supporto per Less e Sass                                               | Apache 2.0                                    | Windows                      | Evidenziazione della sintassi, assistenza ai contenuti, compilatore  |
| clessc                  | Compilatore C ++ puro                                                                                  | GPL                                           | almeno Windows, Linux, MacOS | Compilatore                                                          |
| Less WebCompiler        | Compilatore basato sul Web                                                                             | MIT                                           | almeno Windows, Linux, MacOS | Compilatore, evidenziazione della sintassi, Minifier                 |